# Stepove (Saki)
|  | Per a altres significats, vegeu «Stepove». |

Stepove (en (ucraïnès): Степове, en rus: Степное) és un poble de la República Autònoma de Crimea, a Ucraïna, que el 2014 tenia 361 habitants. Pertany al districte rural de Saki.